# Großsteingräber bei Wulften
Die Großsteingräber bei Wulften waren drei megalithische Grabanlagen der jungsteinzeitlichen Trichterbecherkultur bei Wulften, einem Ortsteil von Bissendorf im Landkreis Osnabrück, Niedersachsen. Sie wurden im 19. und frühen 20. Jahrhundert zerstört.

## Lage
Die Gräber 1 und 2 befanden sich am Südostrand von Wulften in einer Sandgrube. Sie lagen nur etwa 50–80 m voneinander entfernt. Grab 1 war die westliche der beiden Anlagen. Grab 3 lag etwa 1,6 km nordwestlich hiervon am Fuß des Westerholtbergs in der Nähe des Simonshofs. Bei einer fraglichen vierten Fundstelle nördlich der Straße Am Hehenkamp handelt es sich wahrscheinlich nicht um die Reste eines weiteren Großsteingrabs.
In der näheren Umgebung gibt es mehrere erhaltene Großsteingräber. 1,1 km westnordwestlich von Grab 1 liegt das Großsteingrab Haltern („Sloopsteine“), 1,5 km westnordwestlich liegen die Großsteingräber bei Haaren.

## Forschungsgeschichte
Grab 3 wurde erstmals 1870 in den Mitteilungen des Historischen Vereins zu Osnabrück. erwähnt. Nach diesem Bericht war es gut 50 Jahre zuvor untersucht worden. Die Reste der zerstörten Grabes 1 wurden 1930 unter Leitung von Hans Gummel archäologisch untersucht. Eine Untersuchung der 1959 entdeckten Reste von Grab 2 fand 1960 unter Leitung von Walter Nowothnig statt.

## Beschreibung

### Grab 1
Gummel konnte bei seiner Untersuchung noch eine ost-westlich orientierte Grabkammer feststellen, von der noch drei Wandsteine der nördlichen Langseite erhalten waren. Der westlichste stand noch in situ, die beiden östlich anschließenden waren nach innen umgekippt. Alle anderen Wand- und Decksteine waren entfernt worden. Auf einer Fläche von 2 × 2 m wurden noch Reste des Kammerpflasters aus kleinen Felsblöcken und zum Teil Granit- und Kalksteinplatten festgestellt.
Gummel konnte außerdem noch zahlreiche Beigaben bergen. Zu den Keramikfunden gehörten eine verzierte und eine unverzierte Schale, Bruchstücke von drei Kragenflaschen und weitere verzierte und unverzierte Bruchstücke. Weitere Funde waren ein Beil aus Felsgestein, sieben Beile aus Feuerstein und weitere Feuersteinartefakte. Die Funde befinden sich heute im Kulturgeschichtlichen Museum Osnabrück.

### Grab 2
Das Grab hatte eine Länge von 19,5 m. Zur Orientierung liegen keine Angaben vor. Die Decksteine waren im 19. Jahrhundert gesprengt und die Wandsteine umgekippt worden. Beim Sandabbau mit dem Bagger wurden die völlig verschütteten Reste der Anlage 1959 wieder aufgedeckt und dabei noch weiter zerstört.
Nowothnig konnte bei seiner Untersuchung noch zahlreiche Keramikscherben bergen. 1965 wurden am Standort des Grabes noch weitere Scherben gefunden. Die Scherben ließen sich zu mindestens drei Schalen, einem Becher und einem halbkugeligen Gefäß rekonstruieren. Sie gehören größtenteils der Trichterbecherkultur an, zeigen vereinzelt aber auch mögliche Einflüsse der Wartbergkultur. Die Funde verteilen sich heute auf das Kulturgeschichtliche Museum Osnabrück, das Landesmuseum Hannover und das Heimatmuseum Bad Rothenfelde. Einige Stücke befinden sich in Privatbesitz.

### Grab 3
Von Grab 3 waren im 19. Jahrhundert noch vier Wandsteine und ein abgewälzter Deckstein mit einer Länge und Breite von 6 Fuß (ca. 1,9 m) vorhanden. Zu den Gesamtmaßen und der Orientierung der Anlage sowie zum genauen Grabtyp liegen keine Angaben vor. Bei der um 1820 durchgeführten Grabung wurden Knochen und Reste von Keramikgefäßen („Urnen“) gefunden. Die Funde sind heute verschollen.